# Cryptocarya glabella
Cryptocarya glabella är en lagerväxtart som beskrevs av Karel Domin. Cryptocarya glabella ingår i släktet Cryptocarya och familjen lagerväxter. Inga underarter finns listade i Catalogue of Life.